# Canthium
Canthium es un género de plantas con flores del orden de las Gentianales de la familia de las Rubiaceae.

## Taxonomía
El género fue descrito por Jean-Baptiste Lamarck y publicado en Encyclopédie Méthodique, Botanique 1: 602. 1785.

## Especies
- Lista de especies de Canthium